# Merryland
Merryland var ett svenskt punkband.
Bandet släppte sin första och enda skiva As Time Flies By 1993 på Burning Heart Records. Därefter medverkade bandet, med låten "Back from Somewhere", på tributalbumet There's a Boy Who Lives on Heaven Hill... a Tribute to Hüsker Dü (1994). Låten var, precis som albumtiteln indikerar, en cover på Hüsker Dü. Merryland medverkade även, med låtarna "Juniper Moon" och "Grey Day" på samlingsskivan Cheap Shots Vol. 1, utgiven 1995. Låten "Grey Day" var tidigare outgiven.

## Diskografi

### EP
- 1993 - As Time Flies By (Burning Heart Records)

### Medverkan på samlingsskivor
- 1994 - There's a Boy Who Lives on Heaven Hill... a Tribute to Hüsker Dü (Burning Heart Records)
- 1995 - Cheap Shots Vol. 1 (Burning Heart Records)

### Fotnoter
1. ↑  ”Merryland”. Discogs.com. http://www.discogs.com/artist/Merryland#t=Releases_Singles-EPs&q=&p=1. Läst 27 mars 2012.